# Fiorella Mari
Fiorella Mari (eigentlich Fiorella Colpi; * 21. Juni 1928 in São Paulo, Brasilien) ist eine italienische  ehemalige Schauspielerin.

## Leben
Mari wurde als Tochter eines in Brasilien arbeitenden Chirurgen geboren; nach ihrer Übersiedlung nach Italien, gab sie in den 1950er Jahren ihr schauspielerisches Debüt unter dem Familiennamen ihres damaligen Mannes Jess Maxwell (von dem sie aber bald darauf geschieden wurde) im Fernsehfilm Passagio nell’equatore. Etliche Fernseharbeiten folgten. Für die Bühne nahm sie den Künstlernamen Mari an und spielte auch in Radioprogrammen, weiteren Fernsehstücken, vor allem aber Kinofilmen – in diesen wurde sie oft in schauspielerisch kaum herausfordernden, schmückenden Mädchen-in-Not-Rollen in Ausstattungsfilmen besetzt. Bemerkenswerter waren zwei Auftritte an der Seite des Komikers Totò. Schon zu Ende des Jahrzehntes zog sie sich – bis auf ein kurzes Fernsehcomeback im Jahr 1967 – überraschend von allen Aktivitäten zurück. Sie war später als Sprechlehrerin tätig.
1957 hatte Mari zusammen mit Marisa Allasio das von Nunzio Filogamo geleitete Sanremo-Festival moderiert.

## Filmografie (Auswahl)
- 1953: Canzoni a due voci
- 1954: Bartholomäusnacht (La Reine Margot)
- 1954: Il figlio dell’uomo
- 1954: Die schwarzen Teufel von Romangai (La vendetta dei Tughs)
- 1954: Die Tempelwürger von Bangkok (I misteri della giungla nera)
- 1956: Der geheimnisvolle Ritter von Montferrat (Lo spadaccino misterioso)
- 1956: Höllenfahrt nach Tobruk (Il prezzo della gloria)
- 1957: Väter und Söhne (Padri e figli…)
- 1958: Capitan Fracassa (Fernseh-Miniserie, 5 Teile)
- 1958: La morte viene dallo spazio